# Ucuriș
Ucuriș – wieś w Rumunii, w okręgu Bihor, w gminie Olcea. W 2011 roku liczyła 579 mieszkańców.